# Steirodon careovirgulatum
Steirodon careovirgulatum är en insektsart som beskrevs av Emsley 1970. Steirodon careovirgulatum ingår i släktet Steirodon och familjen vårtbitare. Inga underarter finns listade i Catalogue of Life.